# Neujahrsplakette

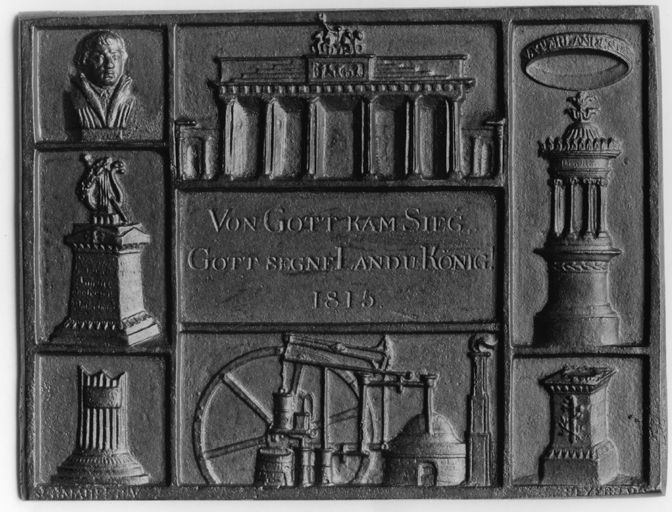
Neujahrsplakette von 1815

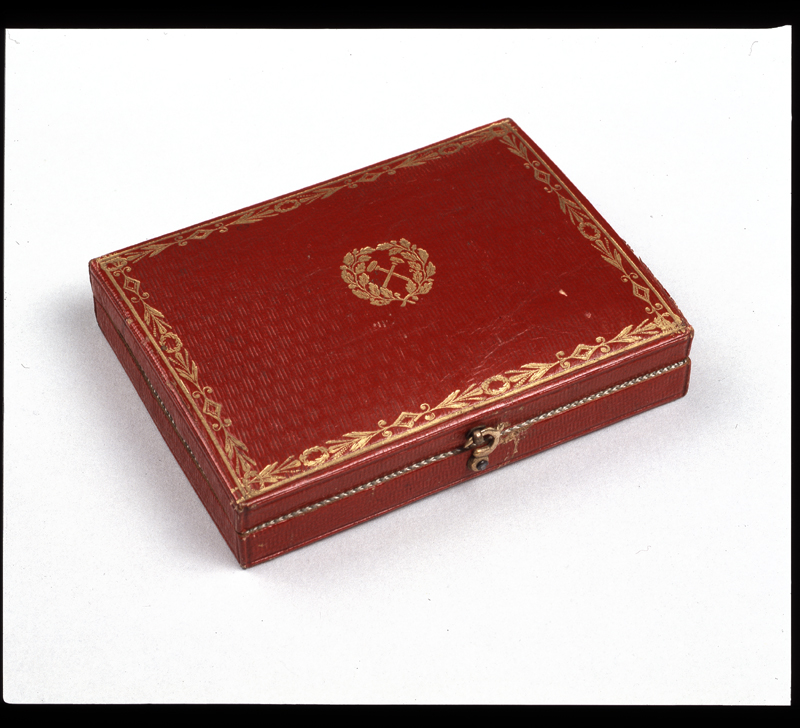
Etui einer Berliner Neujahrsplakette

Neujahrsplaketten oder Jahresplaketten, historisch auch Neujahrskarten, sind kleine gusseiserne Reliefs, die meist zum Jahreswechsel von Eisengießereien mit Kunstgussproduktion herausgegeben werden. Die bekanntesten stammen aus der Königlich Preußischen Eisengießerei in Berlin und Gleiwitz, der Sayner Hütte, der Kunst- und Glockengießerei Lauchhammer und Buderus in Hirzenhain. Die Kunstgießereien Lauchhammer und gaben bis in das 21. Jahrhundert Jahresplaketten heraus, Lauchhammer teilweise im Bronzeguss.
Die Neujahrsplaketten aus der Berliner Gießerei wurden in den Jahren 1805 bis 1848 hergestellt und in roten oder blauen Lederetuis an den königlichen Hof, höhere Beamte des preußischen Staats und wichtige Geschäftspartner als Ehrengabe verschickt. Auf den Berliner Plaketten, die circa 7 × 9 cm groß und meist nur 2 mm stark sind, bildete man unter anderem Ansichten der Eisengießerei oder die wichtigsten Erzeugnisse der Jahresproduktion ab. Die miniaturhaften Plaketten sind nicht nur einmalige Beispiele der Reliefkunst, sondern „Dokumente“ und „Chronik“ zugleich über die Entwicklung der Berliner Gießerei und ihrer Erzeugnisse in den wichtigsten vier Jahrzehnten ihres Bestehens.